# Dead of Winter (ER)
Dead of Winter is de elfde aflevering van het tweede seizoen van de televisieserie ER, die voor het eerst werd uitgezonden op 4 januari 1996.

## Verhaal
Ambulancemedewerkers Shep en Raul worden naar een woning gestuurd voor hulp, daar aangekomen ontdekken zij tweeëntwintig verwaarloosde kinderen. Deze kinderen brengen zij naar County General die daar het personeel flink bezighoudt. Later krijgt Shep woorden met Dr. Benton en Malik over een racistische opmerking die hij maakt.
Carter krijgt de volledige controle over de behandeling van Helen Rubadoux zonder toezicht van Dr. Benton, hij merkt dat Helen geen vooruitgang boekt in haar genezing. Ondertussen merkt hij dat Ruby, de man van Helen, alle vertrouwen blijft houden in hem en de behandeling van zijn vrouw.
Dr. Benton krijgt een uitnodiging voor een diner bij Dr. Vucelich thuis. Aangezien hij daar niet alleen aan kan komen besluit hij Jeanie Boulet mee te vragen.
Boulet is verontwaardigd als zij een slechte beoordeling krijgt van Hathaway over haar functioneren. Haar ex-man, Al, vraagt of zij hem nog een kans wil geven.
Dr. Greene krijgt een scheidingsaanvraag van Jennifer en beseft dat het nu officieel is. 

## Rolverdeling

### Hoofdrol
- Anthony Edwards - Dr. Mark Greene
- George Clooney - Dr. Doug Ross
- Eriq La Salle - Dr. Peter Benton
- Sherry Stringfield - Dr. Susan Lewis
- Ron Rifkin - Dr. Carl Vucelich
- Noah Wyle - John Carter
- Gloria Reuben - Jeanie Boulet
- Michael Beach - Al Boulet
- Julianna Margulies - verpleegster Carol Hathaway
- Ellen Crawford - verpleegster Lydia Wright
- Yvette Freeman - verpleegster Haleh Adams
- Deezer D - verpleger Malik McGrath
- Laura Cerón - verpleegster Chuny Marquez
- Conni Marie Brazelton - verpleegster Connie Oligario
- Abraham Benrubi - Jerry Markovic
- Kristin Minter - Randi Fronczak
- Ron Eldard - ambulancemedewerker Ray 'Shep' Shepard
- Carlos Gómez - ambulancemedewerker Raul Melendez

### Gastrol
- Red Buttons - Jules 'Ruby' Rubadoux
- Billye Ree Wallace - Helen 'Silvie' Rubadoux
- Mary Mara - Loretta Sweet
- Ashlee Lauren - Annie Sweet
- Jake Lloyd - Jimmy Sweet
- Eyde Byrde - oma Proulx
- Michael Harris - Pete Tuteur
- Lillian Lehman - Bobbi
- Nicholas Cascone - Howard Mills
- Channing Chase - Claire
- Tom Bailey - sergeant Larkowski

en vele andere